# Ермітажний театр

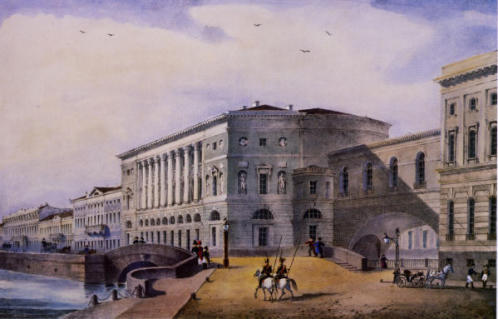
Ермітажний театр у 1824 році

59°56′33″ пн. ш. 30°19′04″ сх. д. / 59.942614° пн. ш. 30.317794° сх. д.
 Ермітажний театр  — найкращий із театрів 18 століття Петербурга, що побудований біля комплексу будівель Ермітажу і збережений донині. Споруду будували італійські архітектори частинами у 1784 — 1787 рр. (проєкт архітектора Дж. Кваренгі, виконроб — арх. Ф. Лукіні.)

## Історія

Ермітажний театр, поземний план.

Усе 18 століття йде під сильним захопленням театром. Не дивно, що театральні будівлі швидко виникають поряд з царським палацом. Часто це окреме приміщення, побудоване з дерева. Використання свічок і відкритого вогню призводило до пожеж, і театральні будівлі часто горіли. З тих часів і пішло сумне прислів'я: той не театр, що не горів, як показник давнини заснування театру.
В Зимовому палаці, побудованому архітектором Вартоломеєм Растреллі у 1754—1761 рр., був і театр. Але перебудови палацу знищили його. В часи Катерини II необхідність в театральній будівлі постала знову. В прибудові до палацу, так званому Малому Ермітажі і відбувались малі театральні вистави. Але малі приміщення павільйонів погано підходили до значних театральних ефектів і розкішних декорацій доби бароко. Виникла ідея побудови окремого приміщення для театру.
Замову на будівництво отримав архітектор з Італії Джакомо Кваренгі.

## Будівля театру

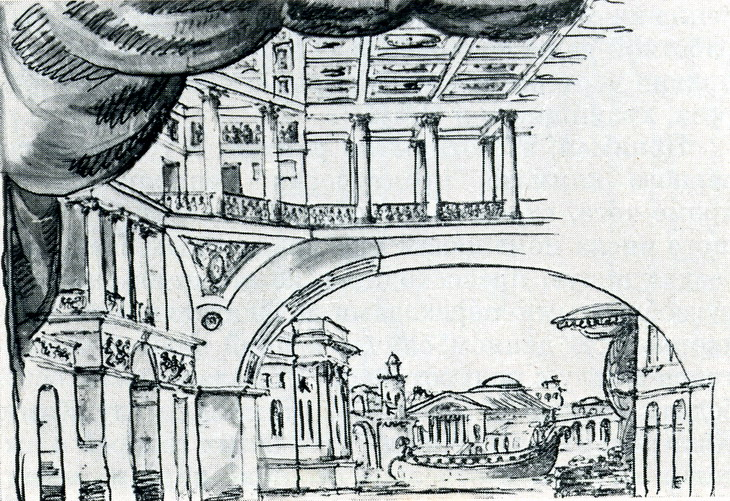
Джакомо Кваренгі. Ермітажний театр, проєкт завіси, малюнок.

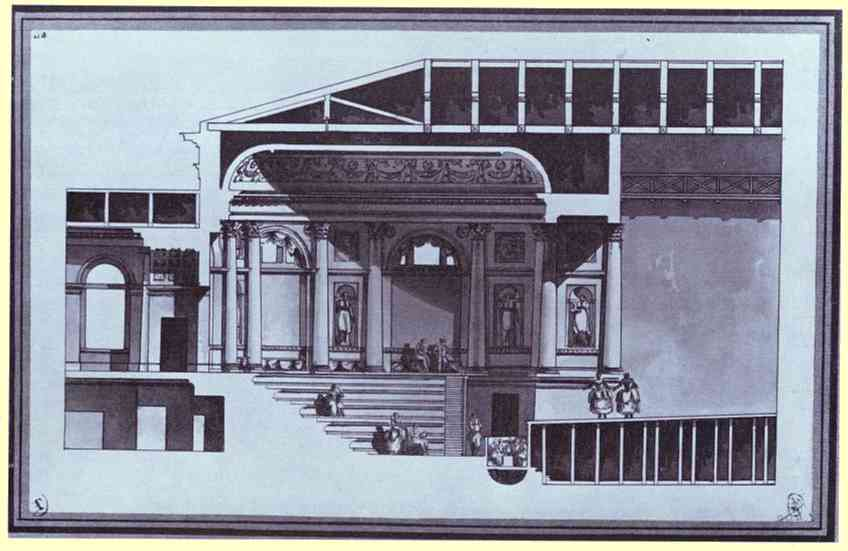
Розріз через Театральну залу

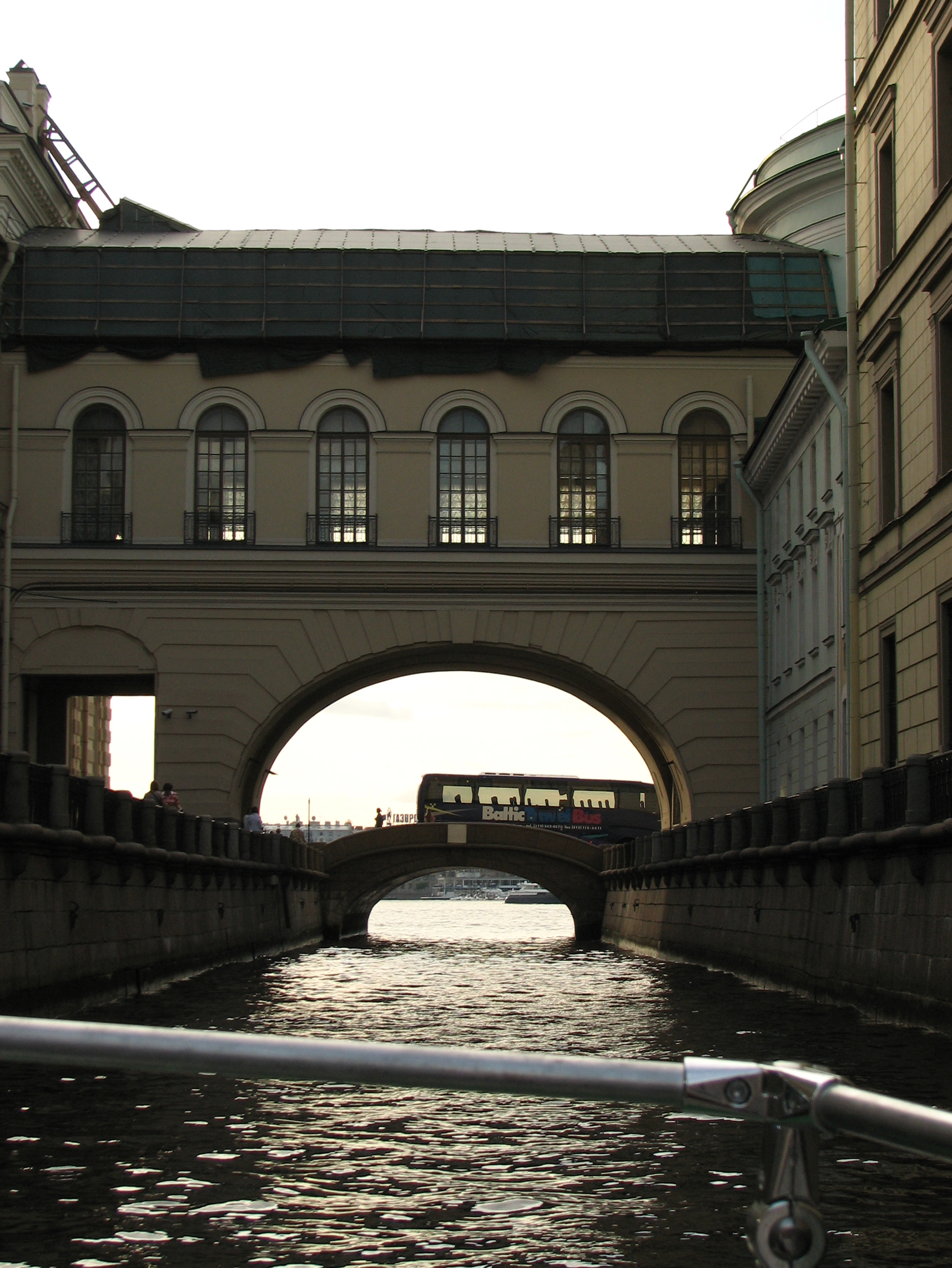
Міст-перехід через Зимову канавку.

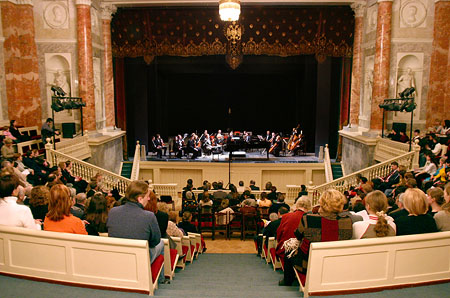
Сучасний концерт в Ермітажному театрі

Набережна Неви в цьому місті вже давно була тісно забудована палацами. Після декількох проєктів зупинились на варіанті побудови театру на підмурках старого палацу Петра І. Палац Петра розібрали, а на рівні 2-го поверху і розмістили нове приміщення театру. Складне розташування нової будівлі спонукало будувати його частинами. Особливо важкою була проблема зв'язку новою будівлі з існуючими, які забороняли чіпати. Архітектор вирівняв театр по висоті з існуючими триповерховими будівлями і зробив три поверхи в самій театральній будівлі. Це логічно прив'язало його прибудову до всього ансамблю.
Ще однією технічною перешкодою була Зимова канавка. Через неї перекинули ефектний міст-перехід по другому поверху (арх. Ю. Фельтен.)
Фасад на Неву не мав сильних архітектурних акцентів, а видовжений блок прикрасили руст, пілястри, скульптури в нішах. Відійшов архітектор і від сословного театру 18 століття з обов'язковою царської ложею. Ермітажний театр мав устрій театру Стародавньої Греції — амфітеатром, а для імператриці і наближених вельмож ставили крісла в партері.
Однак театральна сцена мала всі технічні пристосування для декорацій і сценічних ефектів доби. Ермітажний театр був настільки вдалим твором архітектора, що той у 1787 р. надрукував альбом з кресленнями будівлі.
Ермітажний театр пізніше зазнав декілька реконструкцій. Найбільш великою була реконструкція 1895—1898 рр., зроблена архітектором О. Ф. Красовським. У 1895 р. під час ремонту Ермітажного театру відновили і театральну завісу. Ескіз для неї зробив художник і мистецтвознавець Ернст Ліпгарт (1847—1932), відомий блискучими атрибуціями картин старих італійських майстрів.
Інтер'єри Джакомо Кваренги зберегли, а реконструкції підлягали службові приміщення і технічна частина театру. Театр має і меморіальне значення, бо на його сцені виступали відомі актори і співаки, серед яких Анна Павлова, Федір Шаляпін, Матільда Кшесінська, Святослав Ріхтер, Мстислав Ростропович.
В 20 столітті театральна зала використовувалась як конференцзал і лекторій музею Ермітаж.